# 拓跋天賜
拓跋天赐（？—？），追尊魏景穆帝拓跋晃之子，生母阳椒房，北魏宗室、官员，擁有直懃稱號。

## 生平

### 封王出镇
和平二年秋七月戊寅（461年8月15日），魏文成帝拓跋濬封弟弟拓跋天赐为汝阴王，加征南大将军，虎牢镇都大将，镇守虎牢。
和平六年（465年）冬季十月，朝廷征召阳平王拓跋新成、京兆王拓跋子推、济阴王拓跋小新成、汝阴王拓跋天赐、任城王拓跋云入朝。天安元年（466年），刘宋发生内乱，魏献文帝拓跋弘派使持节征南大将军拓跋天赐、侍中尚书令安东大将军始平王元丕、散骑常侍殿中尚书令安西将军西阳王拓跋石，率领幽州和冀州的七万军队，沿着滨海地区南征，直指东阳，与其他各路军队定于同时汇合于秣陵。 

### 北伐西征
皇兴四年（470年），柔然可汗予成进犯北魏边境，九月丙寅（10月15日），魏献文帝拓跋弘派拓跋天赐和济南公罗拔都督诸军为前锋，与众将在女水之滨汇合，魏献文帝亲自誓众，挑选精兵五千人出战，柔然大败，逃奔三十余里，被斩首五万，一万余人投降。
皇兴五年（471年），魏献文帝派殿中尚书胡莫寒挑选西部敕勒中家财富有且家中有两名壮丁的担任殿中武士，可是胡莫寒大肆收受贿赂，挑选的过程不公平。敕勒族的众人感到愤怒，杀死了胡莫寒及兼理高平镇将奚陵。夏季四月，敕勒诸部因此悉数反叛，魏献文帝诏令拓跋天赐和给事中罗云都督诸军前往讨伐，敕勒前锋诈降，罗云信以为真，他的副将拓跋伏认为敕勒人脸色生变，可能会出现事故，没有准备会被对方暗算，罗云不听。敕勒以轻装骑兵偷袭杀死了罗云，北魏军队死了十分之五到十分之六，拓跋天赐仅仅保全了自己的性命。
承明元年秋七月甲辰（476年8月22日），拓跋天赐出任征西大将军、仪同三司。

### 贪赃被废
拓跋天赐后出任征北大将军、护匈奴中郎将，累次升迁为怀朔镇大将。太和十三年（489年）六月，拓跋天赐和兄弟南安王拓跋桢犯贪污受贿罪应当被处死，冯太后和魏孝文帝拓跋宏驾临皇信堂，接见王公，冯太后说：“汝阴王拓跋天赐和南安王拓跋桢不顺从法令制度，贪污纳贿搜刮财物，依照罪行应当判处死刑，将导致难以预料的事情。诸位大臣认为应该保全亲属私情破坏法令吗？或者割断亲属私情彰明法令？”群臣都说：“二王是景穆皇帝的儿子，应该受到怜悯宽恕。”冯太后不答。魏孝文帝因此下诏说：“二王所犯的罪难以饶恕，但是太皇太后追忆高宗皇帝对待兄弟的恩情；而且南安王侍奉母亲孝顺恭谨，闻名中外，所以一并免死，削夺官爵，禁锢终身。”拓跋天赐死后，魏孝文帝在思政观为他哭泣，赠与拓跋天赐原有的爵位，并以王的礼节下葬，谥号灵王。

## 儿子
- 元逞，北魏冠军将军、齊州刺史
- 元思，第二子，過繼給叔父拓跋胡兒，乐陵密王
- 元汎略，北魏平东将军、大宗正卿、光禄大夫、东燕县男
- 元脩義，第五子，北魏使持节、散骑常侍、都督雍州诸军事、卫大将军、开府、雍州刺史
- 元固，第六子，北魏镇北将军、散骑常侍、金紫光禄大夫、太常卿[24]
- 元兴，北魏宗正卿、侍中、开府仪同三司、安定二州刺史[25]
- 元周安，第九子，北魏龙骧将军、通直散骑常侍、俊仪县男[26]

## 延伸阅读
[在维基数据编辑]
 《魏書·卷19上》，出自魏收《魏书》
 《北史·卷017》，出自李延壽《北史》